# Kivenkantaja
Albums de Moonsorrow
Voimasta Ja Kunniasta Verisäkeet
Kivenkantaja est le troisième album du groupe finlandais Moonsorrow. Il est sorti en 2003.

## Listes des titres
1. Raunioilla - 13:36
  - Askelmilla
  - Maailmalle
  - Raunioilla
2. Unohduksen Lapsi - 8:17
3. Jumalten Kaupunki incl. Tuhatvuotinen Perintö - 10:42
4. Kivenkantaja - 7:39
5. Tuulen Tytär incl. Soturin Tie - 8:36
6. Matkan Lopussa - 4:54

## Musiciens
- Ville Sorvali - chant, basse, chœurs
- Henri Sorvali - synthétiseur, guitare rythmique, guitare acoustique 6 cordes, guimbarde, harmonium, accordéon, chant, chœurs
- Marko Tarvonen - batterie, percussions, drums, percussion, guitare acoustique 12 cordes, chœurs
- Mitja Harvilahti - guitare, chœurs
- Markus Eurén - synthétiseur, chœurs